# 那珂郡
那珂郡（日语：／ Naka gun */?）是茨城縣的一郡。人口35,467人、面積37.48 km²（2005年1月1日）。
轄下1村。
- 東海村

2005年（平成17年）1月21日，由那珂郡中的那珂町及瓜連（うりづら）町編入合併成那珂市